# 金川村 (福岡県朝倉郡)
金川村（かながわむら）は、福岡県朝倉郡にあった村。現在の朝倉市の一部。

## 地理
筑後川支流・佐田川の下流域に位置していた。

## 歴史

### 沿革
- 1889年（明治22年）4月1日 - 町村制の施行により、下座郡屋永村、桑原村、田島村、中島田村、牛鶴村、相窪村、林田村、上畑村、鎌崎村、金丸村、鵜木村、片延村、長田村、八重津村、中村、徳淵村、福光村が合併して村制施行し、蜷城村が発足[2][3]。
- 1890年（明治23年）（月日不詳）- 蜷城村大字屋永、牛鶴、桑原、田島、中島田が分離し村制を施行して金川村が発足[1][4]。
- 1896年（明治29年）4月1日 - 郡の統合により朝倉郡に所属[1][5]。
- 1954年（昭和29年）4月1日 - 朝倉郡甘木町、安川村、秋月町、上秋月村、立石村、福田村、馬田村、蜷城村、三奈木村と合併し、甘木市を新設して廃止された[1][4]

## 産業
主要産業は米、小麦などを主とする農業。

## 村長
- 中島茂喜